# 李梓成
李梓成（英語：Daniel Tsz Shing LEI），作家、演奏家，現於《明報》等多份報章及媒體撰寫時事及音樂評論。

## 公職
2019年，前任香港大學校務委員會本科生代表黃程鋒因故辭職離港，李梓成在補選中以4450票當選，為歷屆最高得票。任內處理過爭取大學撥款、戴耀廷副教授教席爭議、副校長任命爭議等重大議題。
2019年末，政府在立法會抽起3項大學撥款，曾任特區政府助學金政府助學金聯合委員會委會的李梓成去信立法會議員，又在報章撰文，希望各方跨越黨派之爭。在校方同時爭取下，撥款最終通過。
在校務委員會解僱戴耀廷副教授的議案，李梓成是兩位投下反對票的成員之一，事後猛烈批評解僱決定打擊學術自由，並要求作為校委會唯一發言人的主席李國章公開解釋。
2020年10月，疑有黨委背景的清華大學學者申作軍獲推薦為副校長，引起師生強烈反彈。會議前多位校務委員打破保密協議討論事件，李梓成與高一村、石禮謙、盧寵茂等校務委員在報章及電台激辯，擔心大學管理層由有黨員背景的人士出任將影響外界對港大的看法，同時認為管理班子學術背景過於相似而導致大學發展領域受局限。他與香港大學學生會曾去信建議校方延後任命並執行盡職調查，獲4000多位師生校友聯署支持，惟建議不獲採納，當日隨即表決，他是唯一投下反對票的委員。

## 音樂
李梓成在香港大學文學院主修音樂，懂得演奏多項樂器，17歲起即在《明報》開始寫作樂評，曾在訪問中表示不認為自己天生愛批評，只因從小寫作習慣直斥其非、不平則鳴，投身學運時也以有依有據地批評為目標。
卸任公職及港大畢業後，赴英國牛津大學墨頓學院進行音樂博士研究，亦曾為全國最大樂器博物館霍尼曼博物館年度駐場藝術家。